# Крістіан Фішер
Крістіан Фішер (англ. Christian Fischer; 15 квітня 1997, с. Вейн, США) — американський хокеїст, центральний/правий нападник. Виступає за Університет Нотр-Дам у чемпіонаті НКАА.
Виступав за «USNTDP Juniors» (ХЛСШ).
У складі юніорської збірної США учасник чемпіонату світу 2015.
Досягнення
- Переможець юніорського чемпіонату світу (2015)